# Aktionsbündnis Seelische Gesundheit
Das Aktionsbündnis Seelische Gesundheit (ABSG) ist eine bundesweite Anti-Stigma-Initiative, gefördert vom Bundesministerium für Gesundheit. Zu den über 100 Mitgliedsorganisationen zählen die Selbsthilfeverbände der Betroffenen und Angehörigen von Menschen mit psychischen Erkrankungen sowie viele Verbände aus den Bereichen Psychiatrie, Gesundheitsförderung und Politik. Gegründet wurde das Bündnis 2006 von der Deutschen Gesellschaft für Psychiatrie und Psychotherapie, Psychosomatik und Nervenheilkunde (DGPPN) gemeinsam mit dem Verein „Open the doors“.
Das Aktionsbündnis Seelische Gesundheit will mit der Durchführung dieses Antistigma-Programms einen wesentlichen Beitrag zur Verbesserung der seelischen Gesundheit der Bevölkerung in Deutschland leisten, wie er auch in der Europäischen Erklärung und dem Europäischen Aktionsplan zur psychischen Gesundheit der Weltgesundheitsorganisation (WHO) formuliert ist. Grundlage bei Gründung war das Grünbuch zur psychischen Gesundheit der Europäischen Kommission.

## Aufgaben
Das Aktionsbündnis Seelische Gesundheit setzt sich für eine nicht stigmatisierende Berichterstattung in den Medien ein. Es engagiert sich für die Aufhebung struktureller Diskriminierung und für die Förderung der sozialen Integration seelisch erkrankter Menschen. Dazu informiert das ABSG über die Chancen der Früherkennung und Prävention und initiiert breitenwirksame Aktivitäten zur Aufklärung über psychische Erkrankungen.

## Struktur und Gremien
Für die Koordination und Abstimmung der Aktivitäten des Bündnisses ist die Steuerungsgruppe des ABSG zuständig. Außerdem berät sie über die Aufnahme neuer Mitglieder. Die Steuerungsgruppe ist trialogisch besetzt, das heißt, Mitglieder aus dem professionellen Bereich, aus dem Bereich der Betroffenen sowie der Angehörigen entscheiden. Zurzeit besteht die Steuerungsgruppe aus 12 Bündnismitgliedern. Die Geschäftsstelle befindet sich in Berlin in Trägerschaft der Deutschen Gesellschaft für Psychiatrie und Psychotherapie, Psychosomatik und Nervenheilkunde (DGPPN).

## Mitglieder
Derzeit beteiligen sich rund 100 Organisationen, Vereine und Institutionen am Aktionsbündnis, darunter Selbsthilfeverbände der Betroffenen und Angehörigen von Menschen mit psychischen Erkrankungen, Ärzteverbände, wissenschaftliche Fachgesellschaften sowie medizinische Kompetenznetze.

## Projekte und Aufgabenbereiche
Das Aktionsbündnis Seelische Gesundheit setzt bundesweite Kampagnen und Projekte zur Aufklärung über psychische Erkrankungen zum Abbau von Stigmatisierung um. Dazu fördert es ein bundesweites Netzwerk von Antistigma-Initiativen, Aufklärungs- und Präventionsprojekten. Es ermöglicht regelmäßigen Informationsaustausch und bietet seinen Mitgliedern eine Plattform für gemeinsame Öffentlichkeitsarbeit. Dazu organisiert das ABSG Veranstaltungen und Vorträge für Interessierte und Fachexperten zu verschiedenen Themen der seelischen Gesundheit.

## Berliner Woche der Seelischen Gesundheit
Das ABSG koordiniert jährlich rund um den WHO Welttag der Seelischen Gesundheit am 10. Oktober bundesweite Aktionswochen und organisiert die Berliner Woche der Seelischen Gesundheit. Eine Woche lang sind Bürger und Bürgerinnen in Berlin eingeladen, die ambulanten und stationären Angebote der psychiatrischen und psychosozialen Einrichtungen in ihrer Umgebung zu erkunden. Die Ziele aller Veranstaltungen sind, über psychische Krankheiten aufzuklären, Hilfs- und Therapieangebote aufzuzeigen und Diskussionen anzuregen. Vorträge, Workshops, Schnupperkurse, Fachtagungen oder Kunstausstellungen sollen dazu beitragen, Berührungsängste abzubauen, um Betroffene sowie deren Angehörige einzubinden. Seit 2007 findet die Berliner Aktionswoche statt. Der Veranstaltungskalender wuchs stetig auf inzwischen über 200 Veranstaltungen. Für die Organisation der Berliner Woche der Seelischen Gesundheit haben sich sechs Partner zusammengeschlossen: ABSG, DGPPN, Alexianer Kliniken St. Hedwig und St. Joseph, das Berliner Bündnis gegen Depression und die Senatsverwaltung für Gesundheit, Pflege und Gleichstellung. Sie werden unterstützt von den Psychiatrie-Koordinatoren der Bezirke. Weitere finanzielle Förderer sind die psychiatrischen Kliniken der Stadt sowie die Aktion Mensch.

## Bundesweite Wochen der Seelischen Gesundheit
Seit 2010 ruft das Aktionsbündnis jährlich zu der Bundesweiten Woche der Seelischen Gesundheit auf. Viele Einrichtungen und Initiativen nutzen die Veranstaltungen und Aktionstage, um sich zum Thema Seelische Gesundheit zu positionieren. Das Aktionsbündnis steht dabei inhaltlich mit seinem bundesweiten Expertennetzwerk sowie allgemeinen Infomaterialien zur Seite und koordiniert einen bundesweiten Online-Veranstaltungskalender. Mittlerweile beteiligten sich rund 50 Regionen und Städte mit rund 800 Veranstaltungen an den Aktionswochen. Große Aktionswochen, die auch Partner der Berliner Woche sind, finden u. a. in München, Köln-Bonn und Leipzig statt.

## Seelische Gesundheit am Arbeitsplatz
Das ABSG veranstaltet Fortbildungen, Seminare und Workshops für Führungskräfte zum besseren Umgang mit psychischen Erkrankungen am Arbeitsplatz. Gemeinsam mit dem Bundesverband der Angehörigen psychisch erkrankter Menschen hat das Aktionsbündnis eine Führungskräfteschulung zum Thema Psychische Gesundheit am Arbeitsplatz entwickelt.